# 布·埃克隆德
布·埃克隆德（瑞典語：Bo Ekelund，1894年7月26日—1983年4月1日），瑞典田徑運動員、體育家，國際奧委會委員、奧林匹克銀質勳章獲得者。

## 生平
埃克隆德是瑞典人。毕业于理工科大學。在大學期間是一名優秀的跳高選手，多次參加國內外田徑比賽，取得較好的成績。1920年他參加了在比利時安特衛普舉行的第七屆奧運會，在跳高比賽中奪得銅牌（l.90cm），比獲金牌者僅差3mm。曾任斯德哥爾摩大學體育俱樂部秘書。
後走上了體育領導崗位，致力於國家和國際奧委會的體育事業1929年起任國家奧委會委員；1930年擔任國際田徑司庫，長達16年；1948年至1965年任國際奧委會委員；1959年至1962年被選為國際奧委會執委；1965年起任名譽委員。
1983年逝世，享年89歲。

## 荣誉
在擔任國家和國際奧委會領導期間，作了大量的工作，取得了重大貢獻。國際奧委會為表彰他獻身體育事業所取得的成就，授予他奧林匹克銀質勳章。